# ロスアラモス国立研究所
ロスアラモス国立研究所（ロスアラモスこくりつけんきゅうじょ、英: Los Alamos National Laboratory、LANL）は、アメリカ合衆国エネルギー省傘下の国立研究機関である。
第二次世界大戦中の1943年に、マンハッタン計画の一環として原子爆弾の開発を目的としてニューメキシコ州ロスアラモスに創設された。
軍事研究と一般の理学・工学研究、安全保障等の社会科学研究を行っている。現所長は、トーマス・メイソン（Thomas Mason）。

## 概要
ロッキー山脈の南端の美しい森林に囲まれた広大な敷地（約110平方キロメートル）に2100棟もの施設が立ち並び、科学者・エンジニア2500名を含む1万人もの所員が勤務している。現在でも核兵器開発やテロ対策など合衆国の軍事・機密研究の中核となる研究所であるが、同時に生命科学、ナノテクノロジー、コンピュータ科学、情報通信、環境、レーザー、材料工学、加速器科学、高エネルギー物理、中性子科学、核不拡散、安全保障、核テロを抑止する核緊急支援隊の育成など、さまざまな先端科学技術について広範な研究を行う総合研究所でもある。アメリカ国内外の研究機関との共同研究も盛んであり、多くの外国人研究者を受け入れている。年間予算は52億4000万ドルで（2024年度）、合衆国の頭脳が集まる名実ともに世界最高の研究機関の一つであり、「合衆国の至宝」 と称される。研究所は「The world's greatest science protecting America（アメリカを守る世界で最も偉大な科学）」を標榜する。
本研究所は政府が所有して大学などが運営を行うGOCO形式 (Government Owned Contractor Operated) の研究所であり、アメリカ合衆国エネルギー省の委託でカリフォルニア大学システムが60年以上にわたり管理・運営を行ってきた。2005年に行われた競争入札の結果、2006年6月からはカリフォルニア大学システム、ニューメキシコ大学、ニューメキシコ州立大学、ベクテル社 (Bechtel)、BWX Technologies、Washington Group Internationalらで構成するLos Alamos National Security (LANS) という連合組織による運営体制に移行した。2019年3月からはカリフォルニア大学及びテキサスA＆M大学の連合による運営組織に移行している。

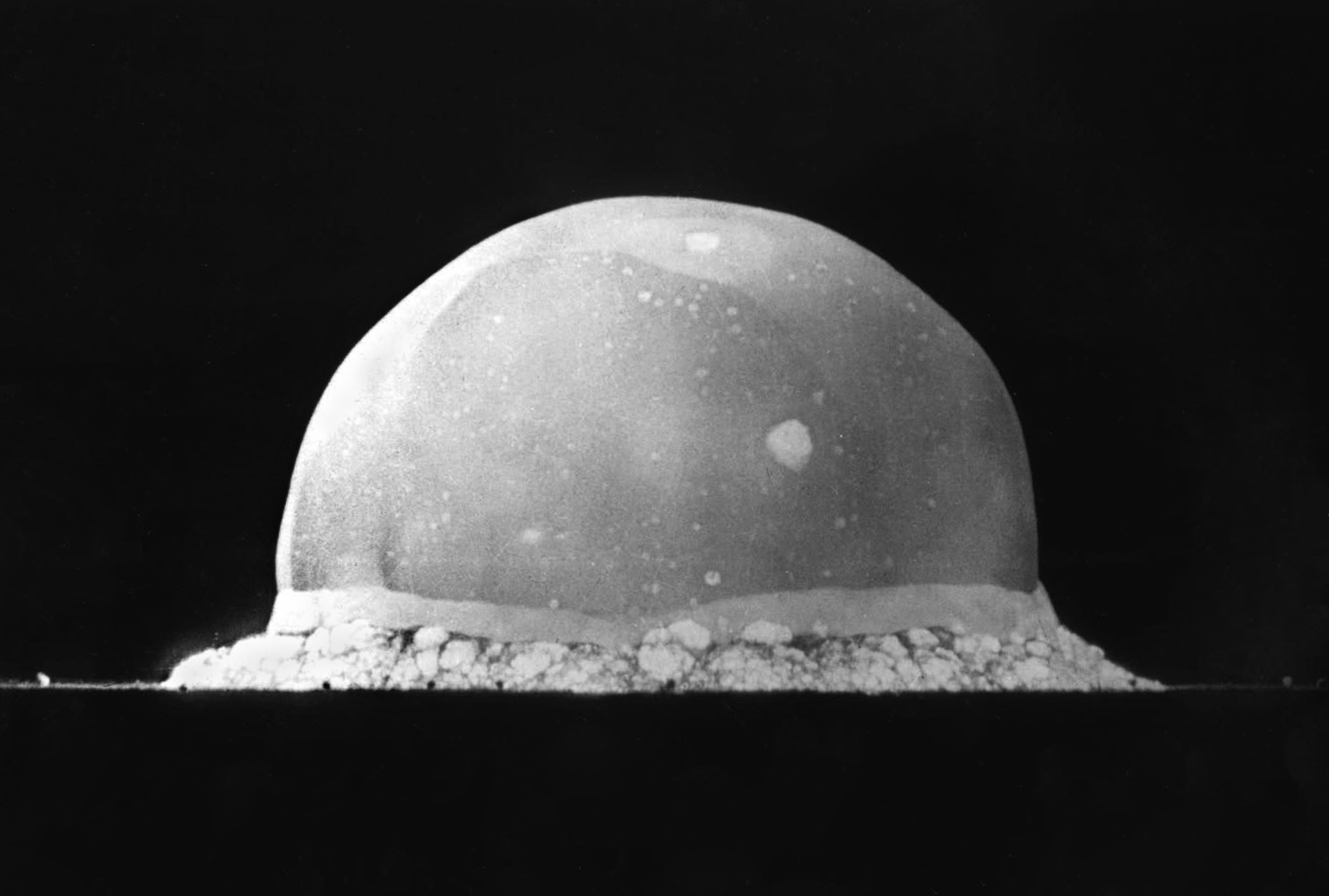
マンハッタン計画において1945年7月16日に行われた人類最初の核実験「トリニティ」で生じた火球。爆発開始から 16 ミリ秒後の写真で、火球の高さは約 200 m。

原子爆弾の開発を目的として1943年に設立され、当時は「プロジェクトY」というコードネームで呼ばれていた。初代所長はロバート・オッペンハイマー。21名ものノーベル賞受賞者を擁するマンハッタンプロジェクトで本研究所において開発・製造された原子爆弾が広島市に投下された「リトルボーイ」、および長崎市に投下された「ファットマン」である（詳細は広島市への原子爆弾投下や長崎市への原子爆弾投下を参照）。
マンハッタン計画にあたり、機密保持のために徹底的な管理を求めた軍上層部に対し、自由な気風で研究を進めようとした科学者たちは反発し、科学者の主張はおおむね認められた。
第二次世界大戦後は、ソビエト社会主義共和国連邦の脅威に対抗するため、エドワード・テラーらが水素爆弾の開発を行ったが、オッペンハイマーらは原子爆弾の廃絶を訴え、マンハッタン計画を推進した科学者たちはテラー派とオッペンハイマー派に分かれ、激しく対立した。テラー派はローレンス・リバモア国立研究所を設立したうえ、赤狩りを利用してオッペンハイマーを失脚させた。
本研究所に関係する他研究所として、サンディア国立研究所は本研究所のエンジニア部門（Z部門）が独立したものであり、ローレンス・リバモア国立研究所は本研究所と競合させることを目的として1952年に設立されたものである。複雑系の研究で有名なサンタフェ研究所は本研究所の科学者らによって設立された。
1999年には本研究所に勤務していた台湾系アメリカ人科学者李文和が中華人民共和国のスパイとして起訴される事件が起こり、その後も放射性物質の厳重な管理を怠ったり、機密情報を収めたディスクを紛失したりするなどの不祥事を続けざまに引き起こしたため、2004年7月16日に活動を一時停止した。